# Friedrich Gottlieb Klopstock
Friedrich Gottlieb Klopstock (API: /ˈklɔpʃtɔk/) (n. la 2 iulie 1724, la Quedlinburg - d. la 14 martie 1803, la Hamburg) a fost un poet german.
A inițiat genul poeziei trăirilor interioare, ce ulterior avea să aibă o influență covârșitoare asupra liricii germane moderne al cărei creator a fost considerat.
A îmbogățit posibilitățile de expresie lirică, prin introducerea hexametrului antic și crearea ritmurilor libere, în concordanță cu mișcarea sentimentului și a ideii poetice.
Opera sa are o puternică coloratură emoțională, având ca teme: iubirea, prietenia, patria, eroismul, credința, moartea, eternitatea, măreția creației.

## Etimologia numelui de familie
Numele de familie Klopstock provine din cuvintele germane de jos„kloppen” „a lovi, a bate” și din „stoc” „buturugă, trunchi, buștean, sorginte, viță”.

## Biografie
Friedrich Gottlieb Klopstock s-a născut în familia unui avocat, la 2 iulie 1724, în localitatea germană Quedlinburg.
După ce a urmat liceul din Quedlinburg, a intrat, fiind în vârstă de 16 ani, la Landesschule Schulpforte, un liceu-internat de renume, care i-a mai primit, între alții, pe Friedrich Nietzsche (1844 - 1900) și pe August Ferdinand Möbius. 
În 1745, a început studii de teologie la Jena, unde a realizat prima schiță a operei sale Messias, pe care a redactat-o inițial în proză. Anul următor, la Leipzig, a rescris opera în decasilabe, a cărei publicare a făcut senzație. Tot la Leipzig, a compus și primele sale ode.
Odată încheiate studiile de teologie, Klopstock devine preceptor la Langensalza. În timpul celor doi ani de ședere la Langensalza, Klopstock a cunoscut, rând pe rând, dragostea pasională, apoi decepția și apoi durerea renunțării la o fată numită Maria-Sophia, ceea ce l-a condus la scrierea primelor cele mai frumoase ode despre dragostea inaccesibilă.
Publicarea acestor ode a declanșat un vânt de entuziasm în întrega Germanie: a fost momentul de glorie al poeziei pure.
A făcut apoi cunoștință cu Johann Jakob Bodmer, care l-a invitat în Elveția, la Zürich, unde a făcut o călătorie în 1750. Opt luni mai târziu, Klopstock a plecat în Danemarca, la invitația regelui Frederic al V-lea, a cărui susținere i-a permis să-și desăvârșească opera. Klopstock a petrecut trei ani în Danemarca.
În 1754, s-a căsătorit cu Margarete Moller, fiica unui negustor din Hamburg, dar ea a murit patru ani mai târziu. Treizeci de ani mai târziu, amintirea ei nu i se ștersese și îi dedica elegii. Abia la vârsta de 67 de ani, Klopstock s-a recăsătorit cu o hamburgheză, Johanna Elisabeth von Winthem.
De la 1759 la 1762, Friedrich Gottlieb Klopstock a trăit la Quedlinburg, Braunschweig și la Halberstadt, apoi la Copenhaga, unde a rămas până în 1771. În afară de Messias, care nu a apărut în integralitatea sa până în 1773, a scris drame, ca Hermannsschlacht (Bătălia de la Teutoburg). S-a instalat apoi la Hamburg, unde a fost promovat consilier al legației daneze. În 1776, a stat la Karlsruhe, la invitația contelui Karl Friedrich von Baden. Klopstock  apare ca fiind creatorul Erlebnisdichtung, adică a poeziei lucrului trăit, a experienței și a iraționalismului german, precum și ca părinte al teoriei statului-națiune. 
Klopstock a fost un partizan al Revoluției Franceze, cum o arată poemul său din 1789, Kennet euch selbst, în care descrie Revoluția Franceză ca fiind actul cel mai nobil, îndemnându-i astfel pe germani la revoluție. 
Totuși, Klopstock a biciuit excesele ulterioare ale Revoluției Franceze, în poemul Die Jacobiner, din 1792, unde critică regimul Iacobinilor, pe care îl compară cu un șarpe care se se mișcă ondulatoriu prin Franța. Pentru meritul de a fi cântat în odele sale Revoluția Franceză, i s-a decernat titlul de cetățean francez și a fost ales membru asociat al Academiei de inscripții și litere, în 1802. În continuare, ca reacție la atrocitățile pretins comise în numele libertății, a renunțat la cetățenia franceză. 
Friedrich Gottlieb Klopstock are reputația de a fi unul dintre precursorii mișcării literare germane Sturm und Drang, dezvoltată, în continuare de Goethe, prin romanul Die Leiden des jungen Werthers, apărut în anul 1774 .
În Republica sa luminată, Klopstock își propunea să încredințeze puterea unei elite cultivate, și nu unui suveran, considerat ca fiind incapabil să guverneze. Intelectualii, elitiștii se ridică astfel deasupra poporului, pe care îl împopoțonează cu un termen disprețuitor: plebe. Klopstock nu acordă nicio suveranitate poporului și nu rămâne nimic din valorile Libertății, Egalității și Fraternității.
A murit la Hamburg, la data de 14 martie 1803, și a fost înmormântat în cimitirul Christianskirche, din același oraș.

## Opera
- 1748 / 1773: Der Messias (Mesiada), epopee de 22000 de versuri
- 1757: Adams Tod (Moartea lui Adam)
- 1758: Geistliche Lieder (Poezii spirituale), întâlnite încă, în zilele noastre, în unele cântări bisericești, ca de exemplu:
  - Die ihr Christi Jünger seid (Sunteți discipolii lui Hristos)
  - Herr, du wollst uns vorbereiten (Doamne, Tu vrei să ne pregătești)
- 1764: Salomo (Solomon)
- 1771: Oden und Elegien (Ode și elegii)
- 1772: David
- Studii lingvistice (tentativă a unei reforme de scriere):
  - 1778: Ueber di deütsche Rechtschreibung
  - 1779: Von der Schreibung des Ungehörten
  - 1779: Ueber Sprache und Dichtkunst[17] (Despre limbă și arta poeziei)
  - 1794: Grammatische Gespräche (Dialoguri gramaticale)

## Galerie de imagini

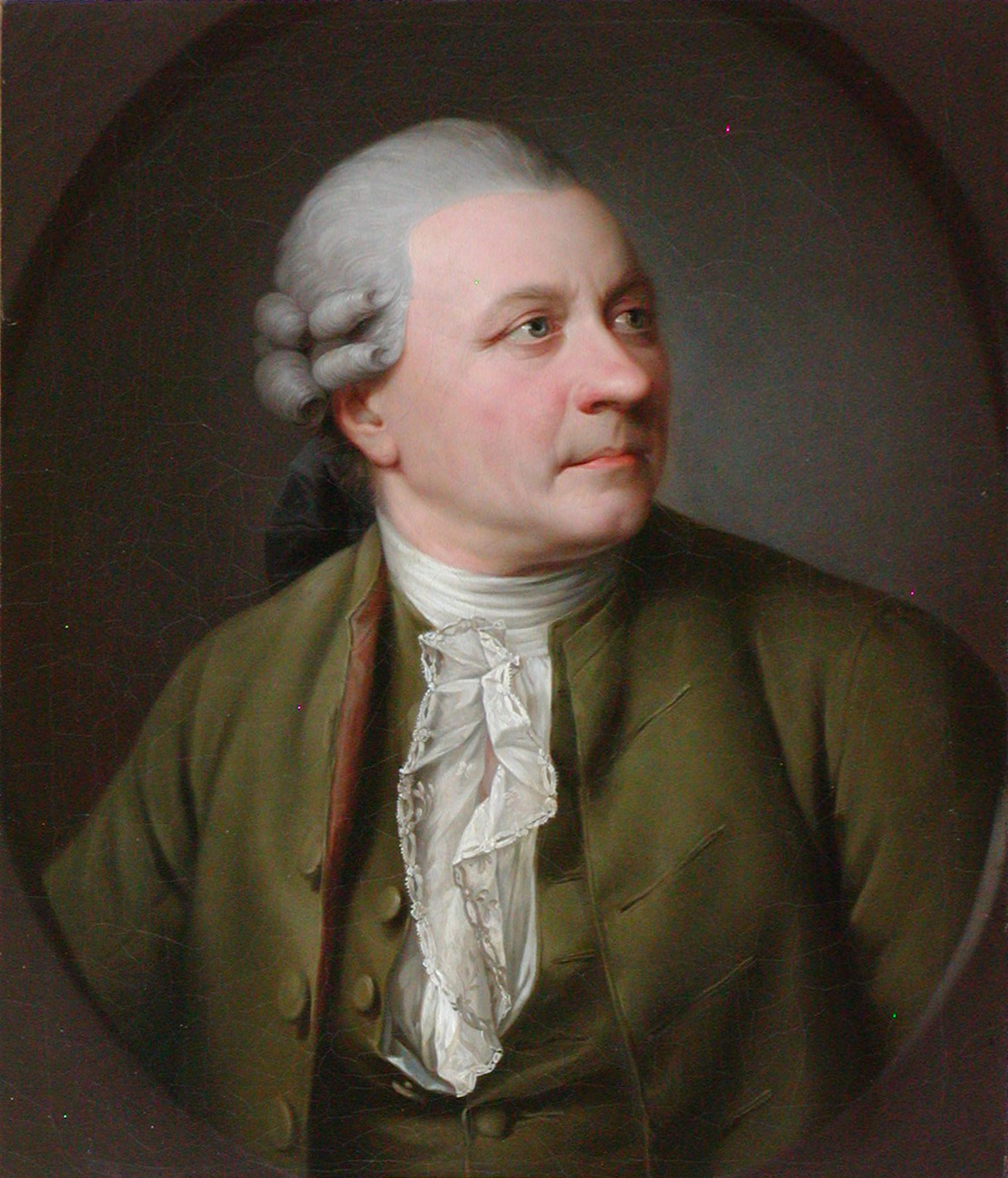
Friedrich Gottlieb Klopstock, (Portret de Jens Juel)
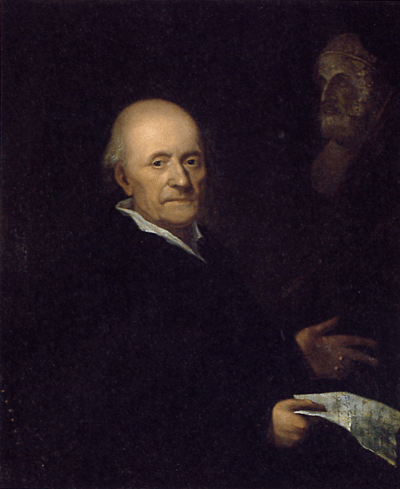
Portretul lui Klopstock de M. E. Vogel
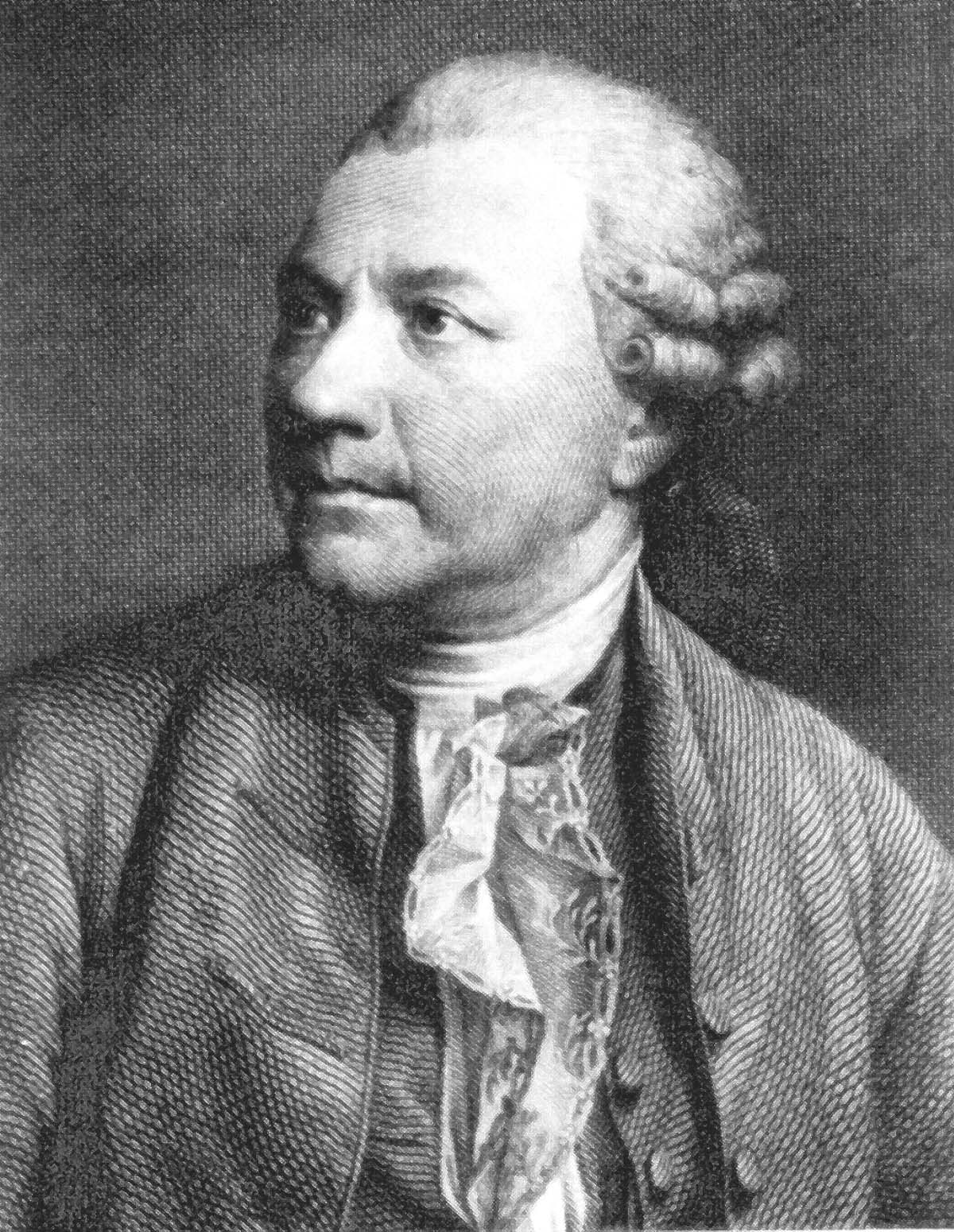
Gravură (pe la 1760)
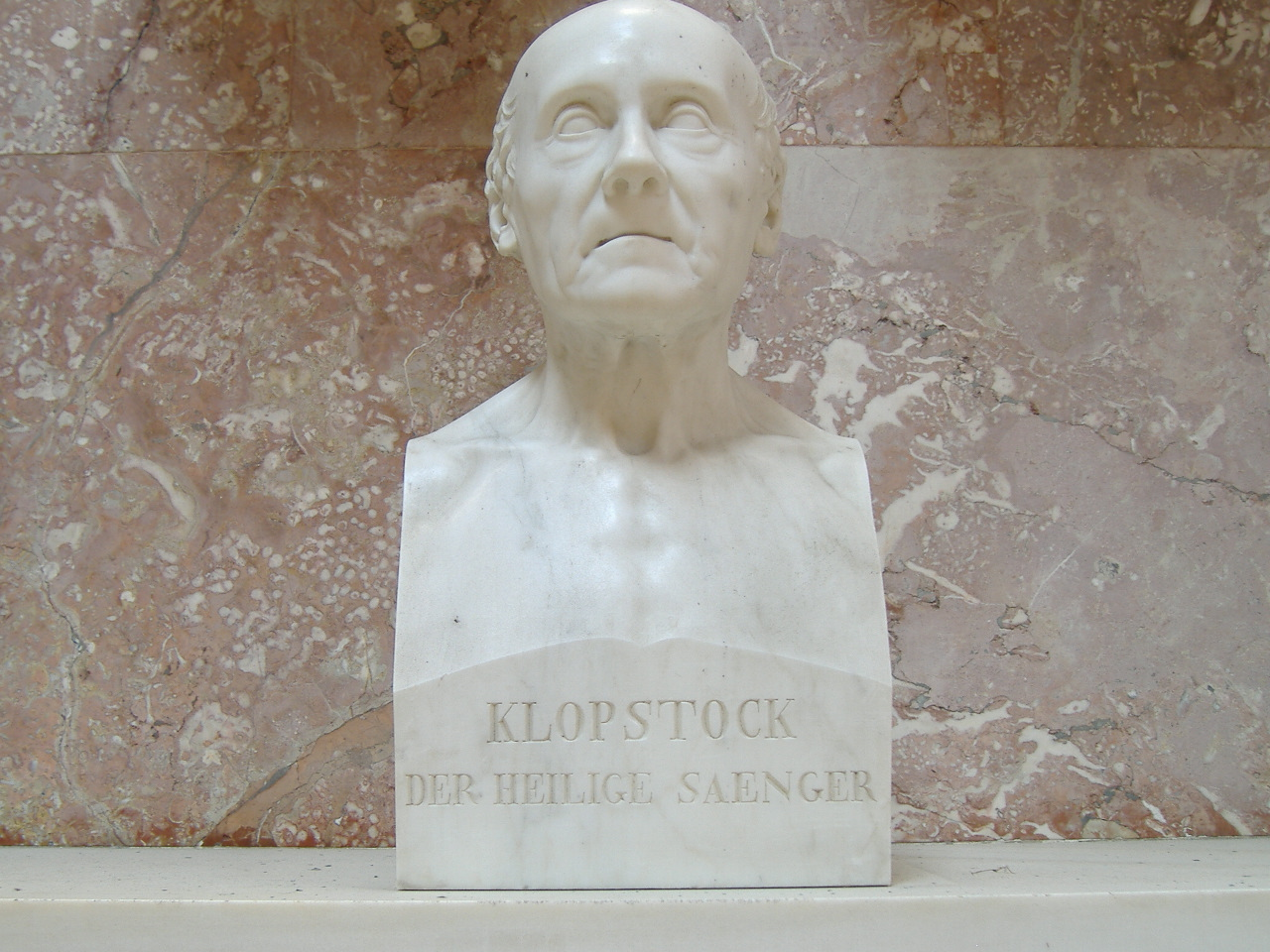
Bustul lui Klopstock în Walhalla
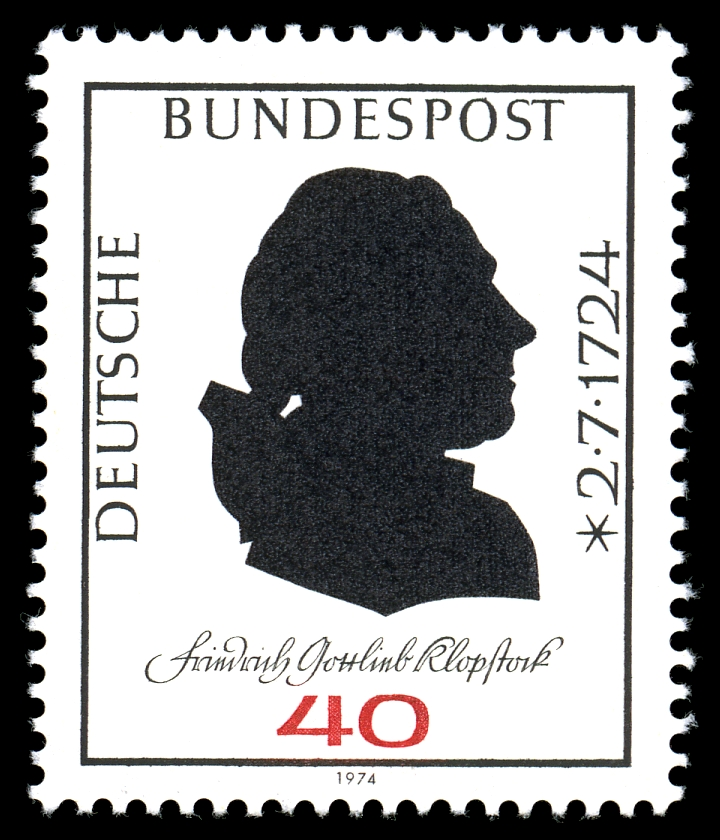
Marcă poştală (BRD)[19], 1974
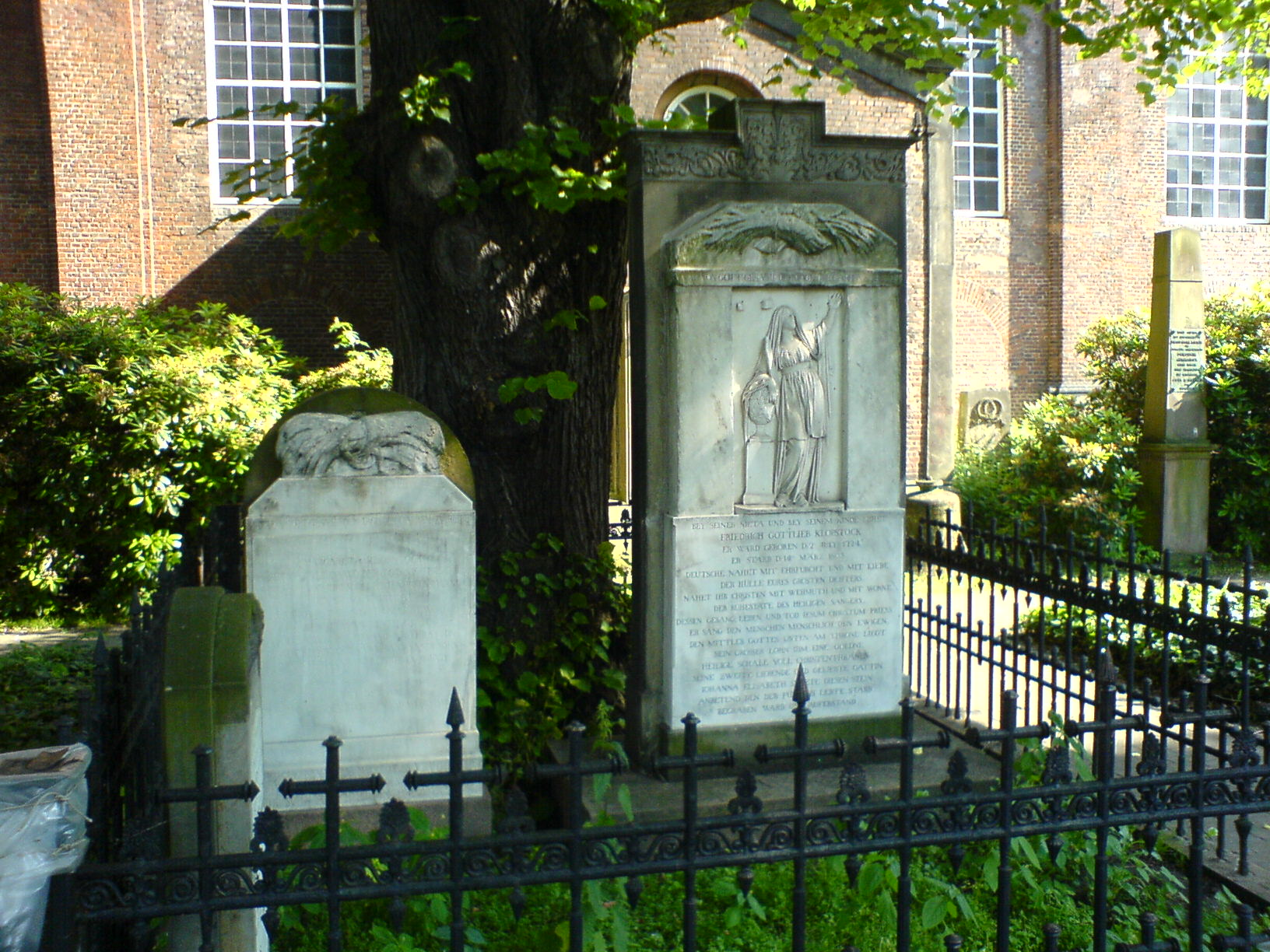
Mormântul lui Klopstock, în cimitirul Christianskirche, din Hamburg